# Cleomella hillmanii
Cleomella hillmanii là một loài thực vật có hoa trong họ Màng màng. Loài này được A.Nelson mô tả khoa học đầu tiên năm 1905.